# Béla Békessy
Béla Békessy, född 16 november 1875 i Debrecen, död 6 juli 1916 i Volhynia, var en ungersk fäktare.
Békessy blev olympisk silvermedaljör i sabel vid sommarspelen 1912 i Stockholm.